# Yen Press
Yen Press, LLC là một công ty xuất bản manga và tiểu thuyết hình ảnh đặc trưng của Hoa Kỳ được sở hữu đồng thởi bởi Tập đoàn Kadokawa và Hachette Book Group. Công ty thực hiện xuất bản Yen Plus, một tạp chí truyện tranh hàng tháng từ năm 2008 đến 2013. Ngoài các tác phẩm được dịch từ ngôn ngữ khác thì Yen Press cũng xuất bản các loạt truyện gốc, đáng chú ý nhất là bản chuyển thể truyện tranh của Maximum Ride của James Patterson và Nightschool của Svetlana Chmakova.